# 콩기름
콩기름은 콩에서 짠 기름이다. 대두유(大豆油)나 태유(太油)로도 부른다. 정제유로 식용 및 공업용으로 사용된다. 콩의 지방 함유량은 약 20 %로, 식물종자의 함유량으로서는 적은 편에 속하므로, 압착보다는 핵산 등 용제를 써서 추출한 후 정제하여 조제한다. 튀김 등 조리에 사용하고 마가린, 쇼트닝 등을 제조하기도 한다. 합성수지, 비누, 도료, 잉크 등 공업용으로도 적합하다.
한국은 식용유 자체가 매우 귀한 편이었으나 1970년대에 콩기름이 대량 생산되면서 가격이 저렴해져서 식용유 대중화가 시작되었다. 기름을 짜고 남은 대두박은 지방함유량이 낮아 소화율이 높기 때문에 동물사료로 유용하다.

## 역사

### 중국
중국의 기록에 따르면 식용 콩기름 생산을 위해 경작된 콩의 이용을 기원전 2000년 전에 언급한 바 있다.고대 중국 문헌은 기록으로 유지되기 전에도 콩이 콩기름 공정의 이용으로 널리 경작되었으며 매우 높은 가치를 지녔음을 말해준다.

### 한국
전통적으로 식용유는 그 자체가 매우 귀했다. 일제에 의해 한반도에서 콩기름과 면실유 생산량이 늘어났으나 이는 일본 내 수요를 충당하기 위한 조치였다. 광복 후에는 동네마다 있던 방앗간에서 기름을 공급하는 영세한 규모였고, 전문적으로 식용유를 생산하는 사업자가 있었으나 가열 후 분쇄 압착을 통한 재래 방식을 사용하여 수율이 낮았기 때문에 공급량은 적었다. 따라서 수요도 적었고 볶음과 지짐 조립법 외 튀김 문화가 발달할 수는 없었다. 
1960년대들어 한국내 수요가 증가했으나 수입 의존율이 여전히 높았다. 그러던 것이 대두 독점수입권을 가지고 있던 동방유업(사조해표의 전신)이 1971년에 한국에서는 최초로 용매추출법을 이용하여 콩기름(해표 식용유)을 대량 생산하였다. 독점체제가 유지되다가 대두독점 수입권이 해제되자 1979년에 제일제당이 '백설표' 식용유를 생산하게 되었다. 경쟁체제가 시작되자 식용유 가격이 저렴해지면서 튀김 요리법이 대중화 되었다.
1970년대 축산장려정책으로 양계산업이 발달하였고 식용유가 저렴해지자 1980년대 초부터 프라이드 치킨 사업이 본격적으로 태동하였고 튀김문화가 크게 발달하게 되었다.

## 생산량
| 1              | 중국       | 16,167,100 |
| 2              | 미국       | 10,884,000 |
| 3              | 브라질     | 9,305,295  |
| 4              | 아르헨티나 | 7,249,000  |
| 5              | 인도       | 1,507,700  |
| 6              | 멕시코     | 797,224    |
| 7              | 파라과이   | 755,700    |
| 8              | 러시아     | 744,383    |
| 9              | 네덜란드   | 648,700    |
| 10             | 독일       | 644,900    |
| 출처 : FAOSTAT |            |            |

## 속성
| 유형                                              | 가공 처리 | 포화 지방산 | 단일불포화 지방산 | 단일불포화 지방산 | 고도불포화 지방산 | 고도불포화 지방산 | 고도불포화 지방산 | 고도불포화 지방산 | 발연점          |
| 유형                                              | 가공 처리 | 포화 지방산 | 전체              | 올레 산 (ω-9)     | 전체              | α-리놀렌 산 (ω-3) | 리놀레 산 (ω-6)   | ω-6:3 비율        | 발연점          |
| ------------------------------------------------- | --------- | ----------- | ----------------- | ----------------- | ----------------- | ----------------- | ----------------- | ----------------- | --------------- |
| 아몬드                                            |           |             |                   |                   |                   |                   |                   |                   |                 |
| 아보카도                                          |           | 11.6        | 70.6              | 52-66             | 13.5              | 1                 | 12.5              | 12.5:1            | 250 °C (482 °F) |
| 브라질너트                                        |           | 24.8        | 32.7              | 31.3              | 42.0              | 0.1               | 41.9              | 419:1             | 208 °C (406 °F) |
| 카놀라                                            |           | 7.4         | 63.3              | 61.8              | 28.1              | 9.1               | 18.6              | 2:1               | 238 °C (460 °F) |
| 캐슈나무                                          |           |             |                   |                   |                   |                   |                   |                   |                 |
| 치아씨                                            |           |             |                   |                   |                   |                   |                   |                   |                 |
| 카카오 버터 기름                                  |           |             |                   |                   |                   |                   |                   |                   |                 |
| 코코넛                                            |           | 82.5        | 6.3               | 6                 | 1.7               |                   |                   |                   | 175 °C (347 °F) |
| 옥수수                                            |           | 12.9        | 27.6              | 27.3              | 54.7              | 1                 | 58                | 58:1              | 232 °C (450 °F) |
| 면실                                              |           | 25.9        | 17.8              | 19                | 51.9              | 1                 | 54                | 54:1              | 216 °C (420 °F) |
| 아마씨                                            |           | 9.0         | 18.4              | 18                | 67.8              | 53                | 13                | 0.2:1             | 107 °C (225 °F) |
| 포도씨                                            |           | 10.5        | 14.3              | 14.3              | 74.7              | -                 | 74.7              | 매우 높음         | 216 °C (421 °F) |
| 삼씨                                              |           | 7.0         | 9.0               | 9.0               | 82.0              | 22.0              | 54.0              | 2.5:1             | 166 °C (330 °F) |
| 우라드콩                                          |           |             |                   |                   |                   |                   |                   |                   |                 |
| 겨자기름                                          |           |             |                   |                   |                   |                   |                   |                   |                 |
| 올리브                                            |           | 13.8        | 73.0              | 71.3              | 10.5              | 0.7               | 9.8               | 14:1              | 193 °C (380 °F) |
| 팜                                                |           | 49.3        | 37.0              | 40                | 9.3               | 0.2               | 9.1               | 45.5:1            | 235 °C (455 °F) |
| 땅콩                                              |           | 20.3        | 48.1              | 46.5              | 31.5              | 0                 | 31.4              | 매우 높음         | 232 °C (450 °F) |
| 피칸 기름                                         |           |             |                   |                   |                   |                   |                   |                   |                 |
| 들기름                                            |           |             |                   |                   |                   |                   |                   |                   |                 |
| 겨기름                                            |           |             |                   |                   |                   |                   |                   |                   |                 |
| 잇꽃                                              |           | 7.5         | 75.2              | 75.2              | 12.8              | 0                 | 12.8              | 매우 높음         | 212 °C (414 °F) |
| 참깨                                              | ?         | 14.2        | 39.7              | 39.3              | 41.7              | 0.3               | 41.3              | 138:1             |                 |
| 콩                                                | 부분 경화 | 14.9        | 43.0              | 42.5              | 37.6              | 2.6               | 34.9              | 13.4:1            |                 |
| 콩                                                |           | 15.6        | 22.8              | 22.6              | 57.7              | 7                 | 51                | 7.3:1             | 238 °C (460 °F) |
| 호두기름                                          |           |             |                   |                   |                   |                   |                   |                   |                 |
| 해바라기씨 (표준)                                 |           | 10.3        | 19.5              | 19.5              | 65.7              | 0                 | 65.7              | 매우 높음         | 227 °C (440 °F) |
| 해바라기씨 (< 60% linoleic)                       |           | 10.1        | 45.4              | 45.3              | 40.1              | 0.2               | 39.8              | 199:1             |                 |
| 해바라기씨 (> 70% oleic)                          |           | 9.9         | 83.7              | 82.6              | 3.8               | 0.2               | 3.6               | 18:1              | 232 °C (450 °F) |
| 면실                                              | 경화      | 93.6        | 1.5               |                   | 0.6               | 0.2               | 0.3               | 1.5:1             |                 |
| 팜                                                | 경화      | 88.2        | 5.7               |                   | 0                 |                   |                   |                   |                 |
| 영양 수치는 총 지방 무게 당 백분율(%)로 표현된다. |           |             |                   |                   |                   |                   |                   |                   |                 |

## 여담
콩기름은 통상적으로 볼 때, 요리할 때에만 사용되는 식용유 군단 중의 하나로 인식되어 왔으나, 최근 들어 교통수단에 쓰이는 연료로도 널리 이용되고 있다. 그래서 교통수단에 콩기름이 필요하게 되는 근본적인 이유는 대기 오염 물질이 방대하게 퍼져 있는 문제, 환경적인 요소, 유해 환경을 줄이기 위한 취지를 목전에 두고 있어, 콩기름이 자동차 연료로 쓰게 되면, 기존의 휘발유, 경유 등을 대체할 수 있는 장점이 있다.

## 같이 보기
- 들기름
- 참기름